# Szőregi monostor
A szőregi monostort az Árpád-korban Szent Fülöp tiszteletére alapították. Valószínűleg a XI. században épülhetett, legelőször 1192-ben említik (Monastreii Sancti Philippi néven). Alapítója ismeretlen, nem dönthető el biztosan, hogy a baziliták vagy a bencések voltak. Az 1280-as kun lázadás alatt azonban a monostort elpusztították és többé nem épült fel.

## Fekvése
Dél-Magyarországi fekvéssel, Szeged környékén, Szőregen húzódik meg egy mellékutca végén. Az odavezető Apátság utca neve is erre utal, mely a templomromról kapta nevét. 
Szabadon látogatható, a rom mellett rövid tájékoztató olvasható történetéről.